# Йостен, Генрих
Генрих Йостен (нем. Heinrich Josten; 11 декабря 1893, Мальмеди, Бельгия — 24 января 1948, Краков, ПНР) — оберштурмфюрер СС, сотрудник охраны концлагеря Освенцим.

## Биография
Генрих Йостен родился 11 декабря 1893 года. По профессии был слесарем. 1 апреля 1933 года вступил в НСДАП (билет № 1593636) и в том же году — в СС (№ 92316). С 1939 года состоял в войсках СС, а 26 июля 1939 года поступил на службу в концлагерь Флоссенбюрг. После начала Второй мировой войны некоторое время служил в полку войск СС и затем в концлагере Заксенхаузен.
25 июня 1940 года был переведён в концлагерь Освенцим, где служил до середины января 1945 года. Изначально Йостен был коммандофюрером в карцере, пока не стал командиром 2-го и 3-го охранного корпуса и в конце концов начальником отдела по оружию и оборудованию. Оттуда он был переведён в отделение IIIa — использование рабочей силы. С октября 1943 по январь 1945 года был шуцхафтлагерфюрером в главном лагере в последнее время под руководством 1-го шуцхафтлагерфюрера Франца Хёсслера. Йостен много раз возглавлял расстрельные команды в гравийных карьерах. В 1944 году ему было присвоено звание оберштурмфюрера СС.
После «эвакуации» Освенцима в январе 1945 года стал начальником филиала лагеря Дора-Миттельбау Бёлькеказерне. В этом лагере под его руководством от недоедания, небрежного отношения и антисанитарных условий погибли тысячи заключённых. За несколько дней до того как американские солдаты освободили Бёлькеказерне, Йостен в начале апреля 1945 года направился вместе с другими эсэсовцами в концлагерь Берген-Бельзен.
После своего ареста предстал перед Верховным национальным трибуналом в Польше и на Первом освенцимском процессе 22 декабря 1947 года по обвинению в участии в селекциях был приговорён к смертной казни через повешение. 24 января 1948 года приговор был приведён в исполнение в тюрьме Монтелюпих.